# La Chapelle (Allier)
La Chapelle település Franciaországban, Allier megyében. Lakosainak száma 396 fő (2022. január 1.). La Chapelle Arronnes, Le Mayet-de-Montagne, Molles és Nizerolles községekkel határos.

## Népesség
A település népességének változása:
| Lakosok száma | 471  | 415  | 360  | 381  | 377  | 375  | 370  | 382  | 388  | 396  |
|               | 1968 | 1982 | 1990 | 2006 | 2013 | 2015 | 2017 | 2019 | 2020 | 2022 |